# Новопокровка (Одесская область)
Новопокро́вка (укр. Новопокровка) — село, относится к Николаевскому району Одесской области Украины.
Население по переписи 2001 года составляло 107 человек. Почтовый индекс — 67032. Телефонный код — 8-04857. Занимает площадь 0,69 км². Код КОАТУУ — 5123585004.

## Местный совет
67032, Одесская обл., Николаевский р-н, с. Ульяновка, ул. Ленина, 10